# Canton de Mézières
Le canton de Mézières-Est est une ancienne division administrative française située dans le département des Ardennes.
Il a été divisé en deux cantons, Mézières-Centre-Ouest et Mézières-Est, lors du redécoupage cantonal de 1973.

## Administration: conseillers généraux
| Période | Période      | Identité                              | Étiquette            | Qualité                                                                                                   |
| ------- | ------------ | ------------------------------------- | -------------------- | --- |
| 1833    | 1857 (décès) | Comte Adolphe de Jaubert              |                      | Maire de Mézières (1814-1857)                                                                             |
| 1857    | 1862 (décès) | Julien Victor Albert Tirman           |                      | Docteur en médecine à Mézières                                                                            |
| 1862    | 1867         | Charles-Philippe Fournier-Bourdier    |                      | Avocat, notaire, propriétaire Maire de Mézières                                                           |
| 1867    | 1871         | Philippe Albert Toussaint (1821-1892) |                      | Médecin à Mézières                                                                                        |
| 1871    | 1874         | Comte Gaston de Béthune               | Union des droites    | Page de Charles X puis militaire Commandant de la Garde nationale de Mézières Député (1871-1876)          |
| 1874    | 1880 (décès) | Jean-Baptiste Brézol                  | Républicain          | Industriel                                                                                                |
| 1880    | 1892         | Charles Mialaret                      | Républicain          | Agent voyer en chef des Ardennes Maire de Mézières (1878-1903)                                            |
| 1892    | 1898         | Charles Goutant                       | Gauche démocratique  | Architecte Conseiller municipal de Mézières Président du Conseil Général (1901-1904) Sénateur (1898-1906) |
| 1898    | 1904 (décès) | Jules Chevalier                       | Rad.                 | Négociant rue Monge, conseiller municipal de Mézières                                                     |
| 1904    | 1910         | Albert Poulain                        | Socialiste puis SFIO | Ouvrier métallurgiste Député (1898-1916)                                                                  |
| 1910    | 1928         | Martin Cacheleux                      | SFIO                 | Comptable, puis représentant de commerce Maire de Mohon (1908-1922)                                       |
| 1928    | 1940         | Maurice Voirin                        | SFIO                 | Professeur Maire de Mohon Député (1932-1942)                                                              |
| 1943    | 1945         | Lucien Bridoux                        | Radical              | Médecin Maire de Mézières (1929-1944) Nommé conseiller départemental en 1943                              |
| 1945    | 1973         | Robert Ninitte                        | PCF                  | Métallurgiste Maire-adjoint de Mézières Elu en 1973 dans le Canton de Mézières-Centre-Ouest               |

## Conseillers d'arrondissement
Le canton de Mézières avait deux conseillers d'arrondissement.
| Période | Période      | Identité                                     | Étiquette | Qualité |
| ------- | ------------ | -------------------------------------------- | --------- | --- |
| 1833    | 1839         | Junius dit Ferdinand Tirman (1794-1849)      |           | Président du Tribunal civil de Charleville, propriétaire à Mézières Président du Conseil d'arrondissement Elu en 1839 conseiller général du Canton d'Omont |
| 1833    | 1867         | M. Château                                   |           | Premier commis de la Direction des Domaines, Mézières |
| 1839    | 1848         | Joseph Gabriel Marion-Didier (1773-1861)     |           | Commandant de la Garde Nationale à Mézières |
| 1848    | 1850         | Alphonse Bodson de Noirefontaine (1802-1883) |           | Commandant du Génie, conseiller municipal de Mézières, propriétaire à Paris                                                                                |
| 1852    | 1853         | M. Renaudin                                  |           | Propriétaire à Mézières |
| 1853    | 1857         | Julien Victor Albert Tirman (1800-1862)      |           | Docteur en médecine à Mézières |
| 1857    | 1870         | Jules Amstein (1808-1871)                    |           | Docteur en médecine à Mézières |
| 1867    | 1874         | Claude Anatole Cassicourt (1823-1888)        |           | Ancien militaire, maire de Gernelle |
| 1870    | 1874         | Barthélemy Charles Camion aîné (1834-1897)   |           | Fabricant de ferronnerie à Vivier-au-Court |
| 1874    | 1878         | Edouard-Joseph Bétry                         |           | Notaire à Belval |
| 1874    | 1886         | Charles Herbulot                             |           | Brasseur à Mézières |
| 1878    | 1886         | Auguste Honoré Templier (1821-1905)          |           | Ancien huissier à Launois, propriétaire à Mézières |
| 1886    | 1892 (décès) | Ulysse Alfred Ladague (1850-1892)            |           | Vétérinaire à Mézières |
| 1886    | 1901         | Jules Manil                                  |           | Industriel à Vivier-au-Court |
| 1892    | 1901         | Jules Hulot                                  |           | Charron-forgeron à Mézières |
| 1901    | 1903 (décès) | Georges Peltier                              |           | Brasseur, conseiller municipal de Mézières |
| 1901    | 1907         | Jules Hubert (1847-1913)                     | SFIO      | Cheminot retraité, maire de Mohon (1900-1908) |
| 1903    | 1907         | Louis Lenglet                                | POSR-SFIO | Carrossier à Mézières |
| 1907    | 1913         | Ernest Dauchy                                |           | Agriculteur à Villers-Semeuse |
| 1907    | 1913         | Edouard Henrot                               |           | Brasseur à Mézières |
| 1913    | 1926 (décès) | Léon Déhuz (1863-1926)                       | SFIO      | Ouvrier puis industriel, premier adjoint au maire de Mézières                                                                                              |
| 1913    | 1925         | Albert Hénon (1874-1968)                     | SFIO      | Cultivateur, maire de Villers-Semeuse (1908-1912 - 1919-1925)                                                                                              |
| 1925    | 1940 (décès) | Adolphe Villière (1859-1940)                 | SFIO      | Ancien maréchal-ferrant, maire de Mohon (1923-1935) |
| 1931    | 1940         | Alexis Machaux (1870-1956)                   | SFIO      | Retraité des PTT, conseiller municipal puis maire-adjoint de Mézières                                                                                      |
| 1940    |              |                                              |           | Les conseils d'arrondissement ont été suspendus par la loi du 12 octobre 1940 et n'ont jamais été réactivés.                                               |

## Composition
- Belval
- Évigny
- Fagnon
- La Francheville
- Gernelle
- La Grandville
- Issancourt
- Lumes
- Mézières, devenue une fraction de Charleville-Mézières en 1966
- Neuville-lès-This
- Prix-lès-Mézières
- Saint-Laurent
- Sury
- This
- Villers-Semeuse
- Ville-sur-Lumes
- Vivier-au-Court
- Warcq
- Warnécourt